# Lenart
Lenart là một khu tự quản (tiếng Slovenia: občine, số ít – občina) trong vùng Podravska của Slovenia. Lenart có diện tích 61.7 km2, dân số là theo điều tra ngày 31 tháng 3 năm 2002 là 6889 người. Thủ phủ khu tự quản Lenart đóng tại Lenart v Slovenskih goricah.